# Cormac Mac Art
Cormac Mac Art est un personnage créé en 1930 par Robert Erwin Howard. À son décès seules deux histoires avaient écrites en entier et deux étaient à différents stades d’achèvement.

## Le personnage
Cormac Mac Art tire son nom d’un roi légendaire de la mythologie celte, Cormac Mac Airt, qui aurait vécu au milieu du IIIe siècle apr. J.-C. Howard fait de son personnage un pirate gaël vivant dans le deuxième quart du Ve siècle. En fait, l’auteur est assez imprécis et se contredit même. La nouvelle Le Tigre des mers se situe 80 ans après la prise de Rome par les Wisigoths soit en 490 apr. J.-C., une période où, précise l’auteur, « Uther Pendragon est le roi du Sud de l’île de Bretagne », soit. Mais dans son Temple de l’Abomination, l’action se situe 50 ans après le sac de Rome, en 460 donc, à une époque où Arthur prétend succéder à Uther Pendragon !

Dans la mesure où ces deux nouvelles n’ont pas été terminées par l’auteur, il serait malséant d’insister lourdement sur cette erreur de calendrier. 

Dans la même mesure, faire de Cormac Mac Art an Cluiun (le loup) le bras droit de Wulfhere le briseur de crâne n’est pas très historique dans la mesure où la première incursion viking sur les îles britanniques n’a eu lieu qu’en 789 c'est-à-dire au moins trois bons siècles après les aventures supposées du héros. Mais après tout Robert Erwin Howard se voulait conteur d’histoires et pas historien.

## Les nouvelles
Howard a écrit et entamé quatre nouvelles. La première dont on ait la trace est La Nuit du Loup que la revue Argosy a refusé le 3 juin 1930. On ne sait pas si la deuxième nouvelle, Les épées de mers nordiques a même été simplement envoyée. Quant au Temple de l’abomination et au Tigre des mers, ils restaient inachevés au moment de la mort du romancier. Richard L. Tierney (1936) auteur américain, spécialiste de H.P. Lovecraft, exhuma les manuscrits et compléta ceux qui étaient fragmentaires. C’est en 1969 que parut la nouvelle La Nuit du Loup dans un livre consacré à un autre héros de Howard, Bran Mak Morn chez Dell.

La première édition américaine complète eut lieu en 1974 chez Mac Donald Publisher dans la plus grande confidentialité puisque 4 300 exemplaires seulement furent imprimés. La première édition française fut publiée chez NéO en 1983 puis par le Fleuve Noir Anticipation en 1992. La deuxième édition américaine en 1995 chez BAEN offrait une nouvelle supplémentaire écrite par David Drake (1945).
- Le Tigre des mers
- La Nuit du Loup
- Le Temple de l’Abomination
- Les Épées des Mers Nordiques
- The Land Towards Sunset

## Les romans
Andrew Jefferson Offut (1934) commença à écrire dès 1954 dans différents genres littéraires. Avant de pasticher Conan le Barbare en 1978, il écrivit plusieurs romans de Cormac Mac Art, les deux derniers en collaboration avec Keith Taylor, auteur australien de science fiction et de fantasy.
- Sword of the Gael (1975)
- The Undying Wizard (1976)
- The Sign of the Moonbow (1977)
- The Mists of Doom (1977)
- When Death Birds Fly (1980)
- The Tower of Death (1982)

## Les comics
En 1990, Roy Thomas (1940) fin connaisseur de l’œuvre de Howard puisqu’il avait écrit plus d’une centaine d’histoires rien qu’avec Conan pour Marvel, fut chargé d’une mini série pour Dark Horse Comics. C’est un travail qu’il effectua avec sa femme Dann Thomas (1952) laquelle avait déjà abordé les rivages de l’heroic fantasy (avec son mari) dans Arak, Son of Thunder (1981) pour DC Comics et dans certains numéros de Savage Sword of Conan pour Marvel. Leur résultat est plus ou moins inspiré des nouvelles d’origine.
Les dessins, en noir et blanc, étaient assurés par E. R. Cruz et les couvertures assurées par John Bolton.
- #1 The Temple of Abomination -24 pages
- #2 Isle of the Sword (Chapter 2) -24 pages
- #3 Golka of the Moon (Chapter 3) -24 pages
- #4 The Last Shoggott (Chapter 4) -24 pages

Pour être complet on précisera que la première apparition de Cormac Mac Art a eu lieu en août 1979 dans Savage Sword of Conan #43 dans l’ultime chapitre de The Pass of Death, scénarisé par Roy Thomas et dessiné par David Wenzel. Il se trouve que cette histoire regroupe, le roi Kull, Bran Mak Morn et Cormac Mac Art. Or il s'avère que Kull est réputé vivre 100 000 ans avant notre ère, Bran Mak Morn au début de l’ère chrétienne et Cormac Mac Art au Ve siècle. Faut-il dès lors tenir compte de ces 15 planches dans lesquelles de toute façon, Cormac Mac Art n’a qu’un rôle secondaire ? Les puristes répondent que non.